# Janikowice
Janikowice [pronunciación en polaco: /janikɔˈvit͡sɛ/] es un pueblo ubicado en el distrito administrativo de Gmina Aleksandrów, dentro del Distrito de Piotrków, Voivodato de Łódź, en Polonia central. Se encuentra aproximadamente a 2 kilómetros al sur de Aleksandrów, a 27 kilómetros al sureste de Piotrków Trybunalski, y a 69 kilómetros al sureste de la capital regional Łódź.
El pueblo tiene una población de 200 habitantes.